# Kostel svatého Jakuba (Metličany)
Kostel svatého Jakuba se nalézá ve vesnici Metličany, místní části města Nový Bydžov v okrese Hradec Králové. Barokní kostel tvoří zdaleka viditelnou krajinnou dominantu celého okolí a je chráněn jako kulturní památka ČR. Národní památkový ústav tento kostel uvádí v katalogu památek pod rejstříkovým číslem ÚSKP 37858/6-665.

## Historie
Současný barokní kostel byl vystavěn v letech 1768-1775 královéhradeckým stavitelem F. Kermerem na místě původního gotického kostela, ze kterého se dochoval portál z 2. poloviny 14. století. Stavba kostela byla pořízena broumovskými benediktiny (majiteli statku Sloupno), 1786 zde zřízena lokálie. Po roce 1948 a zejména po 1968 kostel zchátral, vybavení bylo odvezeno do Nového Bydžova. Kostel byl po roce 1989 opraven a v roce 2008 v něm otevřena galerie.

## Popis
Kostel svatého Jakuba Většího je jednolodní stavba se zprohýbanými zdmi. Na severní straně na kostelní loď sklenutou plackou do pásů s polovalenými klenbami navazuje presbytář s obdélnou přízemní sakristií na východní straně. V interiéru kostela se při západním průčelí nachází zděná kruchta. Boční stěny kostela jsou pětiosé (3 osy loď, 1 osa presbytář, 1 osa věž) se segmentově uzavřenými okny se šambránami, uprostřed lodi kasulové okno se šambránou s klenákem. Na východní straně presbytáře je přízemní obdélná sakristie se stěnami členěnými lisénovými rámci, s obdélným vchodem s kamenným ostěním s ušima na severní straně a s obdélným oknem se šambránou na východě.
Uprostřed východní strany kostela je obdélný boční vchod s jednoduchým ostěním. Fasády jsou členěny lisénovými rámci a výraznou podokapní římsou. Hlavní jižní průčelí je členěno dvěma dvojicemi pilastrů, které nesou trojúhelníkovitý štít s vázami po stranách, nad nímž se zvedá hranolová věž s cibulovou bání a makovicí s křížkem na vrcholku. Uprostřed průčelí je obdélný vstup s ostěním se zaoblenými rohy a se zalamovanou supraportovou římsou. Nad vchodem je velké kasulové okno se štukovou šambránou s klenákem, a se segmentovým obloukem suprafenestry. Střecha kostela je valbová, krytá eternitem. Nad vítězným obloukem je osmiboký sanktusník s lucernou a s cibulovou střechou s makovicí, pobitý plechem.

## Významní duchovní správci
- P. Ferdinand Josef Hüller OSB (+ 3. dubna 1821 Metličany)
- P. Lambert Vít Ullrich OSB (* 14. června 1794 Nová Paka - + 13. prosince 1863 Břevnov)
- P. Rajmund Gabriel Křesťan OSB (* 1817 Tejnice u Klatov - + 19. srpna 1885 Metličany) - čestný občan Metličan a všech přifařených obcí
- P. Christinus František Plodek OSB (* 25. dubna 1840 Rzy - + 10. dubna 1897 Metličany)  - čestný občan Metličan a všech přifařených obcí
- P. Bonifác Jan Křtitel Holub OSB (* 30. listopadu 1847 Doksany - + 16. ledna 1923 Metličany)

## Kněží - rodáci
- P. Josef Churáček (* 20. března 1856 Metličany; ord. 18. července 1880; † 14. prosince 1904)

## Galerie

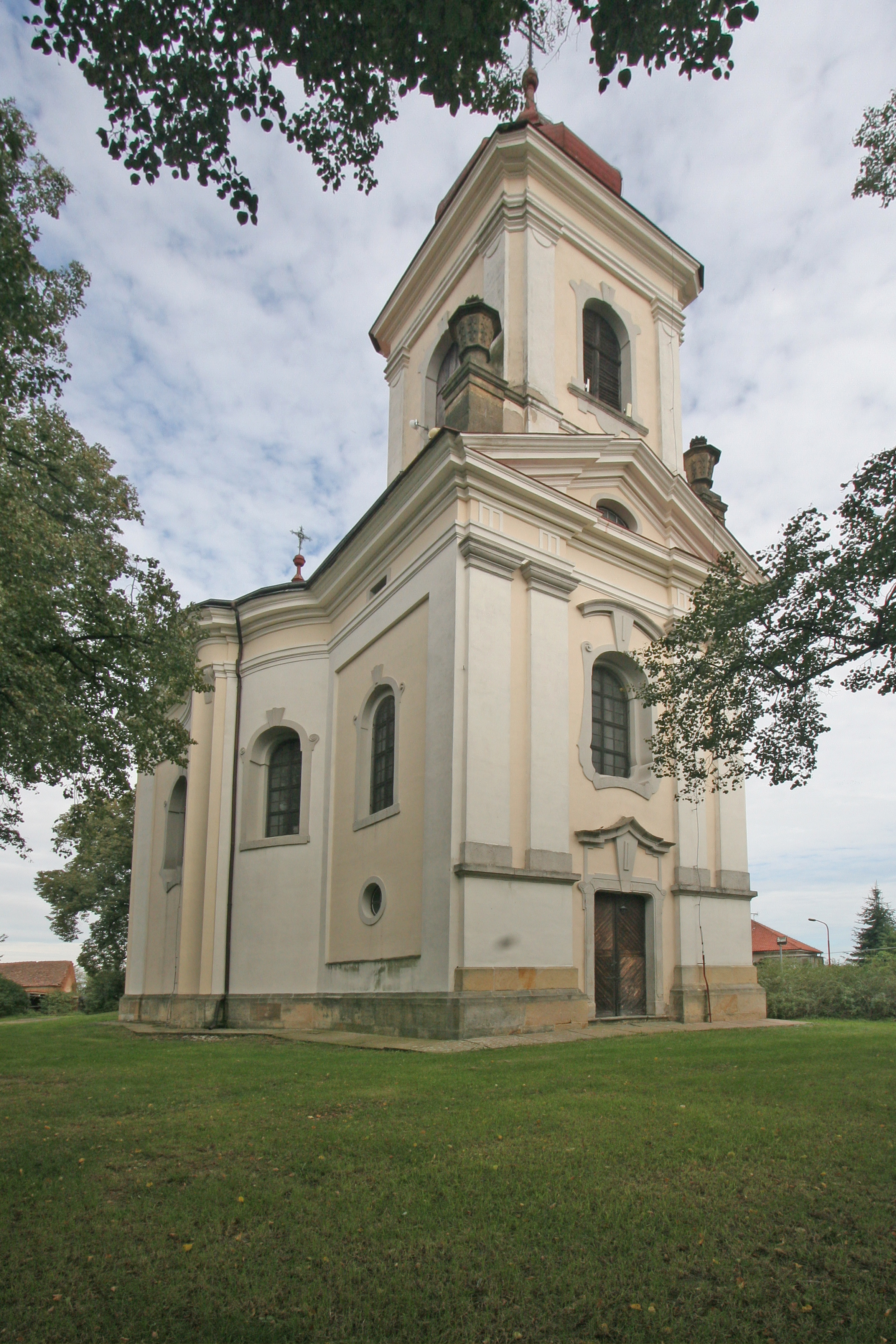
Kostel Svatého Jakuba Většího na Metličanech
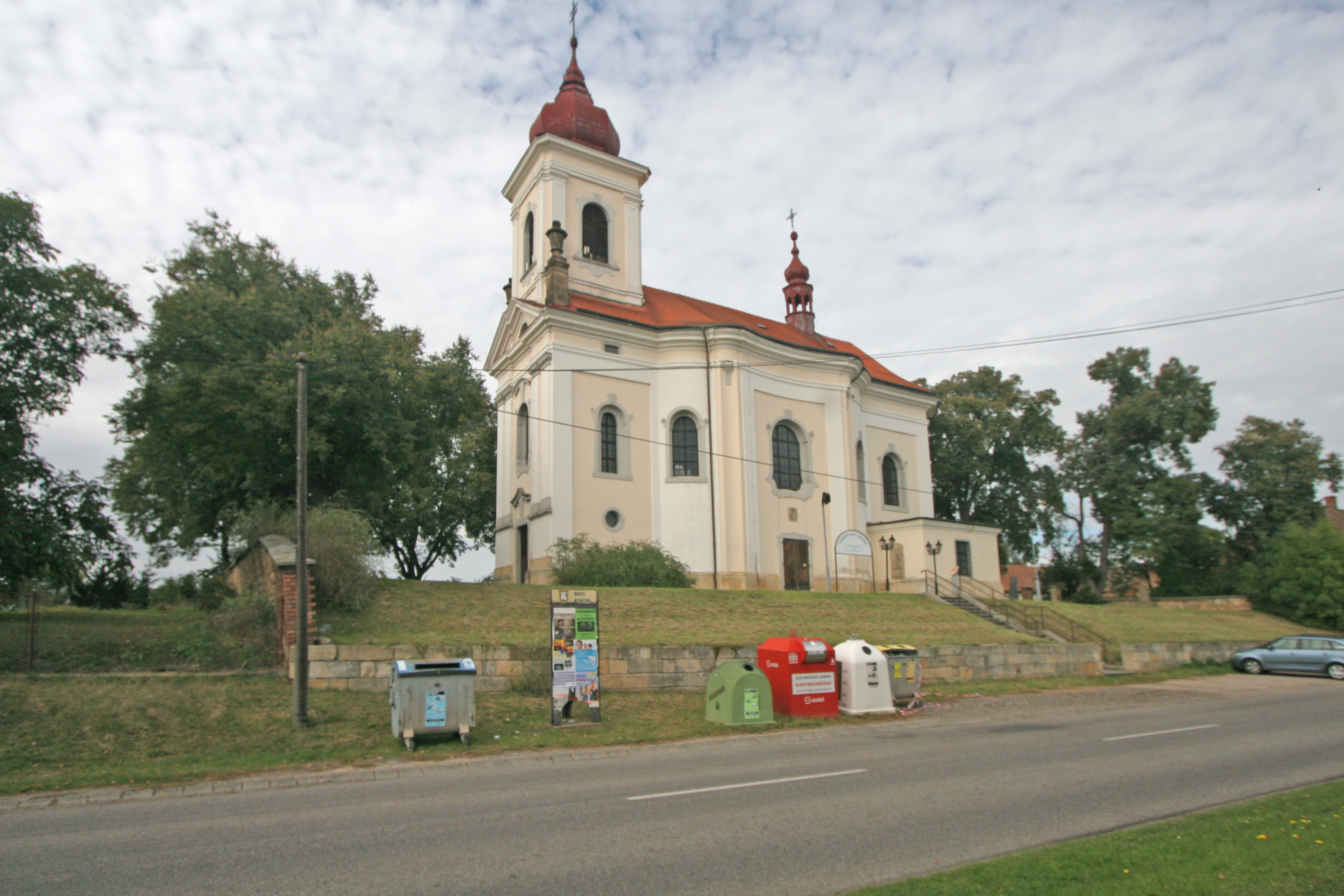
Kostel Svatého Jakuba Většího na Metličanech
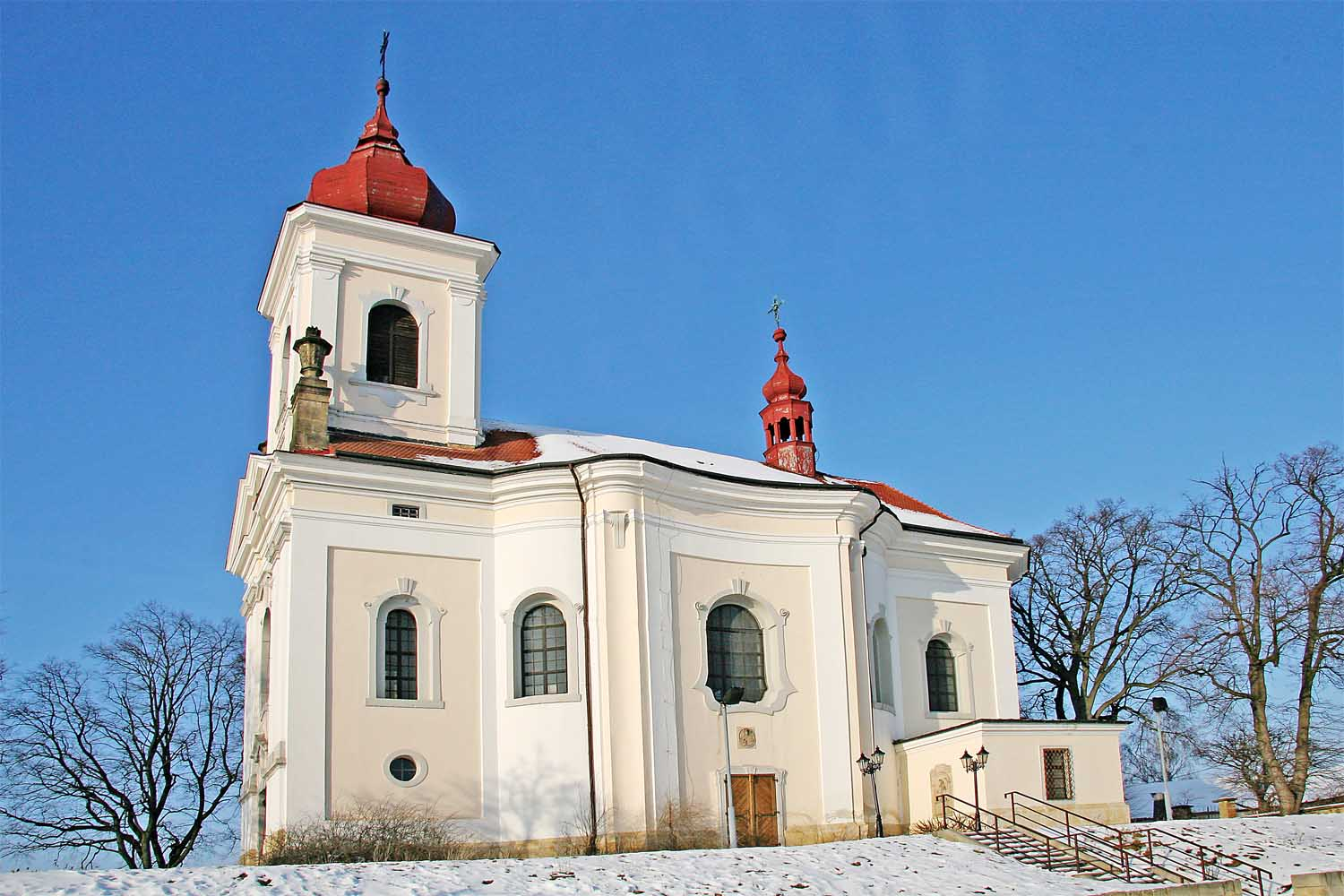
Kostel Svatého Jakuba Většího na Metličanech
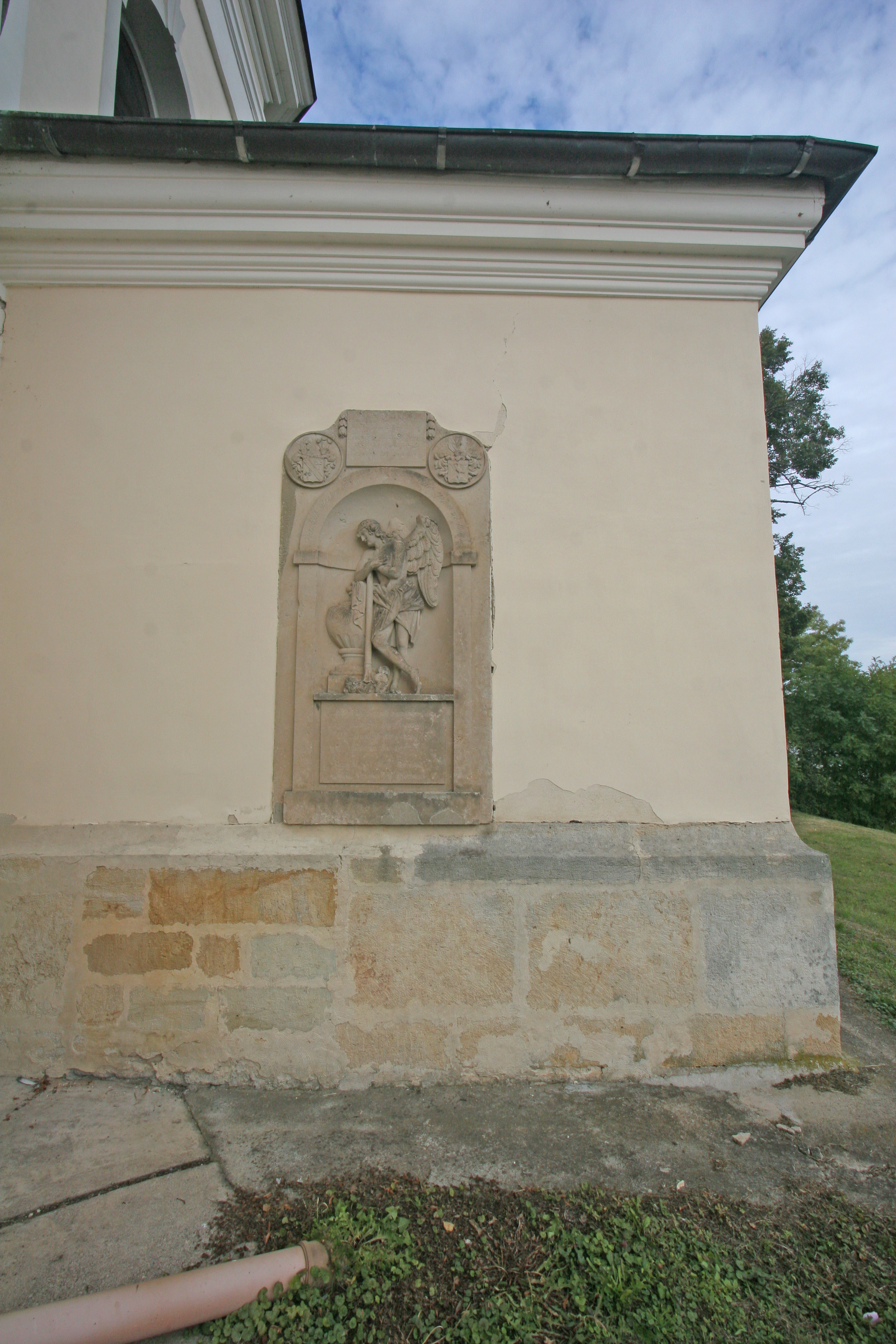
Kostel sv. Jakuba (Metličany) - náhrobek Barbory z Klebornu z roku 1825